# Dipterocarpus nudus
Dipterocarpus nudus är en tvåhjärtbladig växtart som beskrevs av Vesque. Dipterocarpus nudus ingår i släktet Dipterocarpus och familjen Dipterocarpaceae. Inga underarter finns listade i Catalogue of Life.